# (1561) Fricke
(1561) Fricke ist ein Asteroid des Hauptgürtels, der am 15. Februar 1941 von dem deutschen Astronomen Karl Wilhelm Reinmuth an der Landessternwarte Heidelberg-Königstuhl der Universität Heidelberg entdeckt wurde.
Benannt ist der Asteroid nach dem deutschen Astronomen Walter Ernst Fricke.